# Церковь Святого Свитберта (Дюссельдорф)
Церковь Святого Свитберта (нем. St. Suitbertus) — католическая церковь в районе Кайзерверт  города Дюссельдорф (федеральная земля Северный Рейн-Вестфалия).

23 декабря 1982 года церковь Святого Свитберта была внесена в список охраняемых памятников истории и архитектуры.

## История

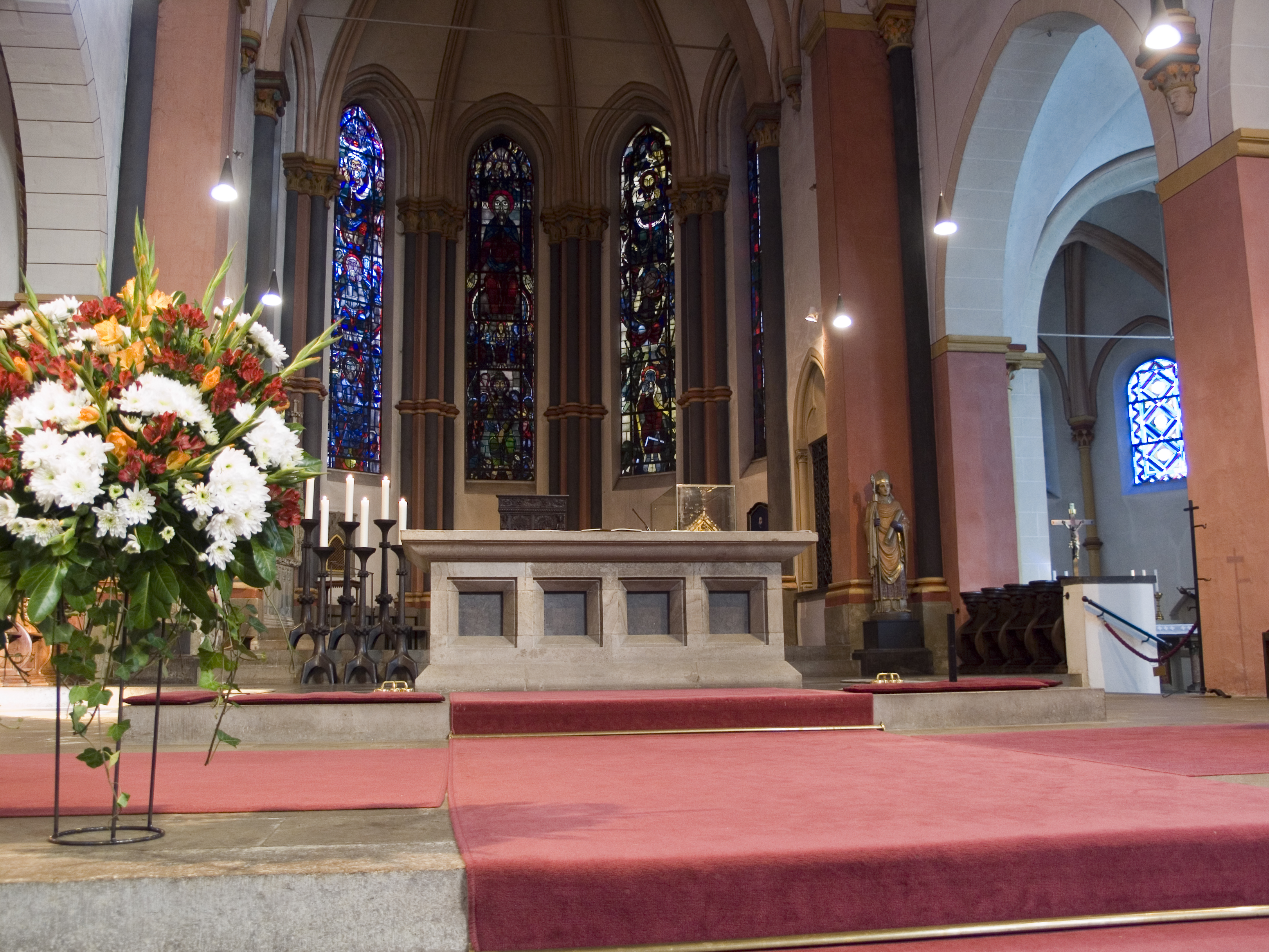
Алтарная часть церкви

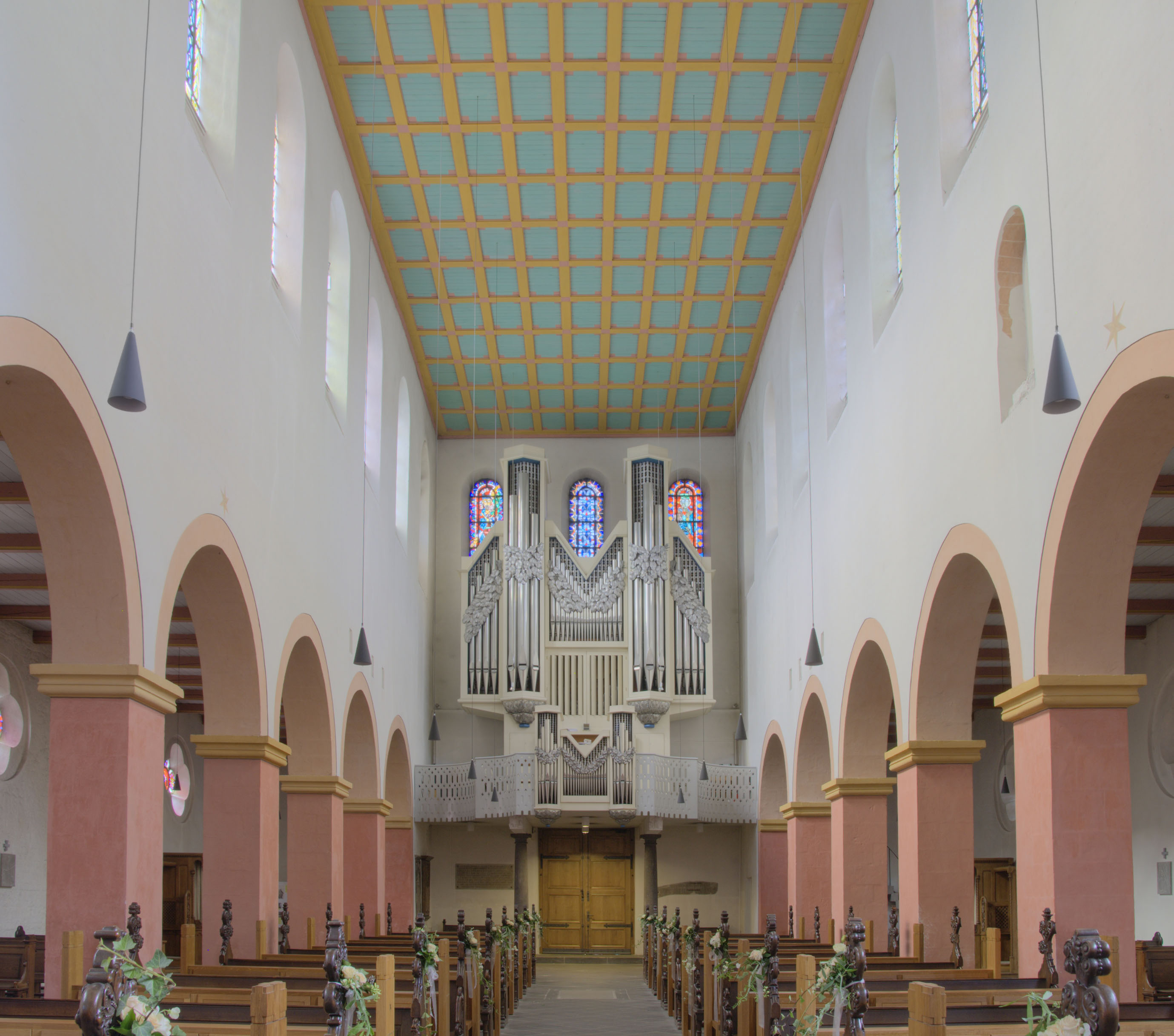
Вид главного нефа и органа

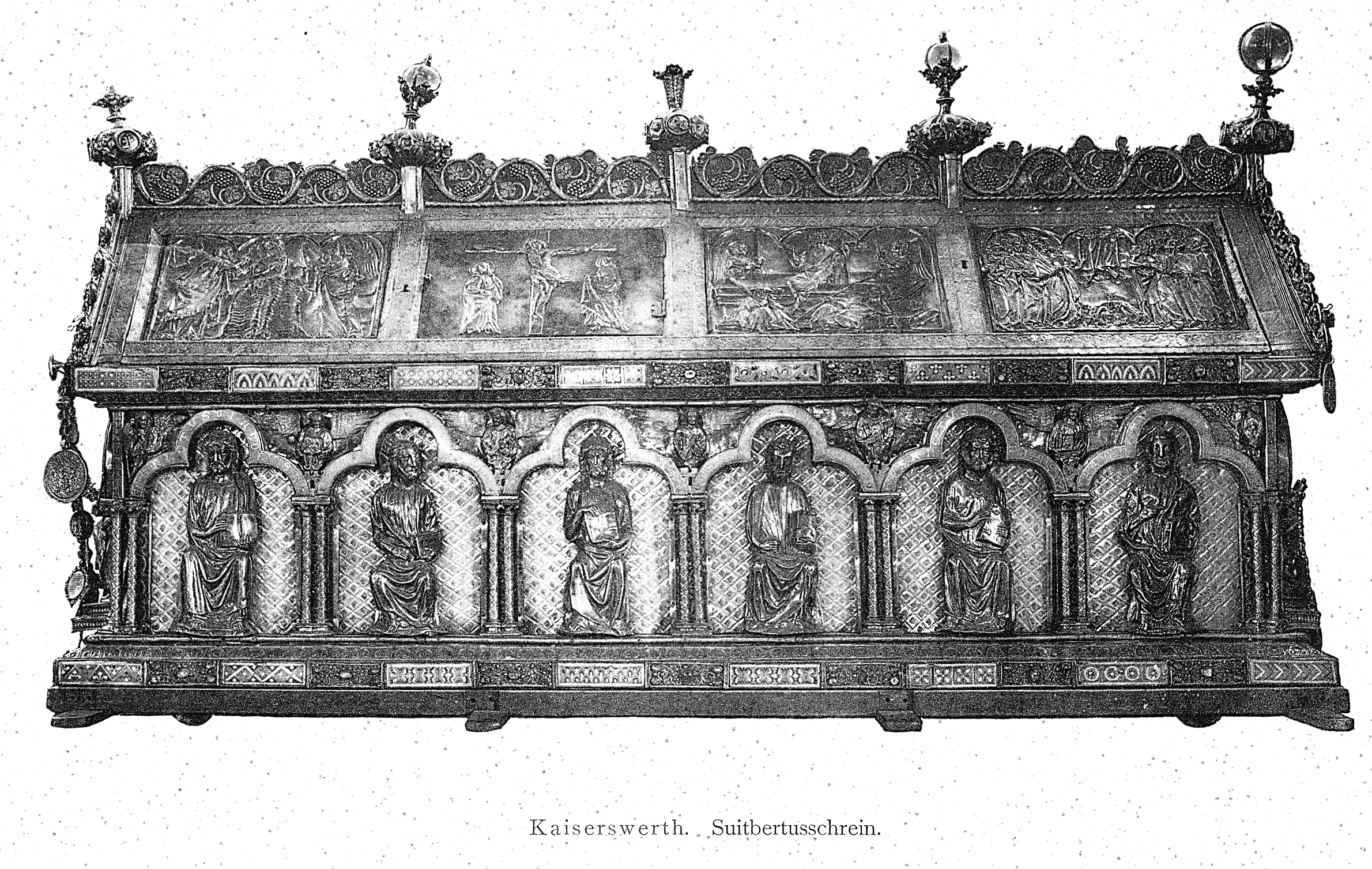
Реликварий с мощами Святого Свитберта (фото XIX века)

История Кайзерверта восходит приблизительно к 700 году, когда Святой Свитберт основал монастырь. Земельное владение для монастыря даровал франкский майордом Пипин II. Это был искусственный остров в старом рукаве Рейна (само имя — Кайзерверт — обозначает «императорский остров» (Kaiser (нем.) — император, Werth (средневерхненемецкий (mhd) — остров)), на котором уже существовал франкский мотт, защищенный рвом и палисадом. Место для монастыря было выбрано удачно — в этом месте пересекались путь Hellweg (главная средневековая дорога региона, соединяющая место впадения Рура в Рейн в Дуйсбурге и Тевтобургский Лес в окрестностях Падерборна), а также старая римская дорога, соединяющая Ксантен и Нойс.

В 1050 году на месте старой монастырской церкви начинает сооружаться позднероманская трёхнефная базилика с трансептом. В 1237 году сооружается новый готический хор.

В 1264 году в церковь переносятся мощи Святого Свитберта, специально для которых создаётся позолоченный дубовый Реликварий. Этот реликварий — одна из немногих сохранившихся художественно-исторических ценностей, из некогда богатой церковной сокровищницы.

В 1702 году в ходе войны за испанское наследство церковь была сильно разрушена, а восстановлена была в 1717 году. В 1880—1887 годах была проведена первая широкомасштабная реставрация.

В ходе второй мировой войны во время стратегических бомбардировок, проводимых британскими ВВС, церковь была частично разрушена. Восстановительные работы были проведены в 1960-х годах под руководством архитекторов Гентриха и Хойзера.

28 марта 1967 года папа Павел VI присвоил церкви Святого Свитберта звание Малой папской базилики (лат. Basilica minor).